# Tritonaclia inauramacula
Tritonaclia inauramacula là một loài bướm đêm thuộc phân họ Arctiinae, họ Erebidae.